# Raúl Barrionuevo
Raúl Armando Barrionuevo Barrionuevo (Copiapó, 15 de enero de 1913-ibídem, 24 de mayo de 1996) fue un agricultor y dirigente político chileno.

## Biografía
Realizó sus estudios secundarios con profesores particulares, dando exámenes libres. 
En el ámbito profesional, se desempeñó como agricultor, trabajando en el Fundo "Piedra Colgada" en sociedad con Alejandro Noemi Huerta, su cuñado, y participó de la Junta local Agraria, explotando guaneras en el litoral de Atacama. 
Además, fue comerciante, ejerciendo como dueño de una oficina de frutos del país en Copiapó y de otras, en representación comercial. También, participó de negocios de construcción de edificios de renta.
Entre otras actividades, fue miembro de la Sociedad Agrícola del Norte, de la Sociedad Nacional de Agricultura y del Club Social de Copiapó. Además, fue presidente del Club Social de Copiapó. 

## Actividad política
Inició sus actividades políticas al ingresar al Partido Liberal, donde ocupó el cargo de presidente de la Asamblea en Copiapó. 
En 1957 se integró al Partido Demócrata Cristiano y fue elegido Diputado por la agrupación departamental de Copiapó, Chañaral, Huasco y Freirina, para el período 1957-1961. Se incorporó a las Comisiones de Minería e Industrias, de Relaciones Exteriores, y de Economía y Comercio. 
En 1965 nuevamente fue elegido para el siguiente período, 1965-1969. Participó de las Comisiones de Minería e Industrias, de Relaciones Exteriores, de Vías y Obras Públicas, de Educación Pública y de Economía, Fomento y Reconstrucción. 
Además, perteneció a las Comisiones Especiales Investigadoras de la Industria del Acero (1965), del sismo de la Zona Norte (1967-1968) y Especial Elaboradora del Plan de desarrollo de la ciudad de Iquique (1965-1966). 
En 1969 fue reelecto para el período 1969-1973. Fue parte de la Comisión de Minería e Industrias. Entre las mociones presentadas por Barrionuevo que se convirtieron en ley de la República está la Ley N.° 17.400, del 21 de enero de 1971, «sobre establecimiento de normas para la indemnización en despidos de trabajadores de la minería de Hierro».
En 1973 fue reelecto para el período 1973-1977. Fue miembro de la Comisión de Minería. No alcanzó a cumplir la totalidad de su labor parlamentaria debido al golpe de Estado y la consecuente disolución del Congreso Nacional en 1973 (D.L. 27 del 21-09-1973). 
Pasó a la clandestinidad en 1977, durante el régimen militar. Viajó entonces a Washington D. C., luego a Madrid, donde se estableció por algunos años. Retornó al país en 1988 para la reorganización de su partido, para luego ser parte del comité presidencial de Patricio Aylwin (1989).
Fue secretario Regional Ministerial de Agricultura, y consejero nacional del Partido Demócrata Cristiano de Chile, desde 1994 hasta su fallecimiento.
En el año 2007, el diputado Demócrata Cristiano, Jaime Mulet, actualmente PRI, presentó un proyecto de ley que autoriza erigir un monumento en honor a la «Vida y Obra del ex Diputado Raúl Armando Barrionuevo Barrionuevo».

## Historial electoral

### Elecciones parlamentarias de 1969
- Elecciones parlamentarias de 1969 - Diputados para la 3ª Agrupación Departamental (Chañaral-Huasco-Freirina-Copiapó)[1]

### Elecciones parlamentarias de 1973
- Elecciones parlamentarias de 1973 - Diputados para la 3° Agrupación Departamental (Copiapó, Chañaral, Huasco y Freirina)[2]